# Port-Margot
Port-Margot (Haïtiaans-Creools: Pò Mago) is een stad en gemeente in Haïti met 50.000 inwoners. De plaats ligt dicht bij de Atlantische Oceaan, 23 km ten westen van de stad Cap-Haïtien. De gemeente maakt deel uit van het arrondissement Borgne in het departement Nord.
Er wordt koffie, cacao en fruit verbouwd.
In 1679 is Port-Margot het toneel geweest van een slavenopstand. Deze vond plaats onder leiding van een priester met de naam Padre Jean. Deze verzamelde in Pointe Palmiste, even ten oosten van de stad Port-de-Paix, 25 slaven. Deze doodden een aantal slavenhouders in Port-Margot, en trokken toen de bergen in. Daar werden zij nagejaagd door piraten, die Padre Jean en enkele medestrijders doodden.

## Indeling
De gemeente bestaat uit de volgende sections communales:
| Nr. | Naam              | Km²   | Inw.2015 |
| --- | ----------------- | ----- | -------- |
| 1   | Grande Plaine     | 12,90 | 1.892    |
| 2   | Bas Petit Borgne  | 8,71  | 18.643   |
| 3   | Corail            | 27,08 | 8.303    |
| 4   | Haut Petit Borgne | 22,48 | 2.941    |
| 5   | Bas Quartier      | 27,58 | 9.778    |
| 6   | Bras Gauche       | 26,44 | 8.322    |